# Ostpolitik

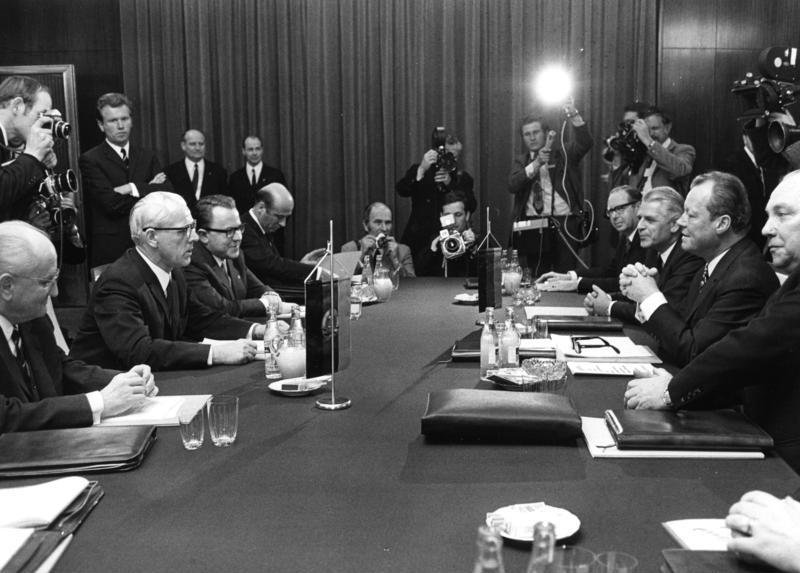
Spotkanie Brandta z premierem NRD, 1970

Ostpolitik (z niem. polityka wschodnia) – określenie używane m.in. w stosunku do polityki socjaldemokratycznego kanclerza RFN Willy’ego Brandta (1969–1974) wobec komunistycznych państw Europy Środkowej i Wschodniej.
W 1969 r. kanclerzem RFN został Willy Brandt, który wcześniej sprawował funkcję ministra spraw zagranicznych Republiki Federalnej. W ramach Ostpolitik Brandt zerwał z dotychczasową polityką zagraniczną CDU. W 1970 r. doprowadził do normalizacji w relacjach z ZSRR. W sierpniu 1970 w Moskwie podpisano układ ZSRR-RFN. W grudniu tego samego roku Brandt przyleciał do Warszawy w ramach pierwszej oficjalnej wizyty kanclerza Niemiec Zachodnich od zakończenia II wojny światowej. Celem wizyty było podpisanie układu między Polską Rzecząpospolitą Ludową a Republiką Federalną Niemiec o podstawach normalizacji ich wzajemnych stosunków. W trakcie wizyty Brandt wykonał słynny gest uklęknięcia pod pomnikiem Bohaterów Getta.
W wyniku polityki Brandta we wrześniu 1971 podpisano porozumienie czterech mocarstw w sprawie Berlina. Umowa, której stronami były Francja, Stany Zjednoczone, Wielka Brytania i ZSRR, miała zapobiec przyszłym konfliktom między Berlinem Zachodnim a władzami Niemieckiej Republiki Demokratycznej. W tym samym roku Brandt otrzymał pokojową Nagrodę Nobla. W następnym roku niemiecki kanclerz podpisał Układ NRD–RFN, który normalizował stosunki między Niemcami Zachodnimi i Wschodnimi. W grudniu 1973 podpisany został z kolei układ CSRS-RFN.
W 1974 r. Brandt złożył dymisję, a kanclerzem Niemiec Zachodnich został socjaldemokrata Helmut Schmidt, który kontynuował politykę swego poprzednika.
Polityka ta przyczyniła się m.in. do późniejszego sukcesu Konferencji Bezpieczeństwa i Współpracy w Europie oraz poprawy stosunków między RFN a NRD.
W ramach Ostpolitik z czasów Willy’ego Brandta ofercie dialogu z blokiem komunistycznym (Związkiem Radzieckim) towarzyszyły wysokie wydatki na zbrojenia i duża armia. Skuteczne odstraszanie było kluczowym warunkiem tzw. pierwszej Ostpolitik. Dopiero w latach osiemdziesiątych, kiedy SPD była już w opozycji, równowaga między dążeniem do rozbrojenia, pokoju i stabilności a naciskiem na wymogi odstraszania i obrony jako filarów polityki Zachodu została w podejściu tej partii wyraźnie zakłócona.
Na przestrzeni ostatnich dekad pojawiały się różne wersje i odmiany tej polityki. Wprawdzie Ostpolitik to więcej niż polityka rosyjska Niemiec, jednak ich spojrzenie na Wschód i na bezpieczeństwo europejskie zawsze było bardzo silnie ukształtowane przez pryzmat relacji z Rosją. Podejmując decyzje w zakresie polityki wschodniej, zawsze zastanawiano się, co będzie „akceptowalne” dla Rosji. Wynikało to z przekonania o szczególnym znaczeniu tych relacji i o niezbędności Rosji z punktu widzenia bezpieczeństwa Europy. Zdanie „Nie ma bezpieczeństwa bez Rosji” było swoistą mantrą polityki niemieckiej, wymuszającą utrzymywanie dialogu i współpracy za wszelką cenę.
W niemieckich elitach dominowało przekonanie, że to właśnie niemieckie podejście do Rosji jest właściwe, racjonalne i oparte na znajomości partnera. Agresja Rosji na Ukrainę w dużym stopniu zburzyła to przekonanie. Fakt, że stało się to tak późno i wymagało wojny, aby przebić się do świadomości decydentów, jest jednym z głównych punktów krytyki, formułowanej także w niemieckich mediach i środowiskach eksperckich. Dyskusja o błędach niemieckiej Ostpolitik nie zaczęła się dopiero w lutym 2022 roku, zaś ostrzeżenia przed utrwalaniem zależności energetycznych od Rosji (w tym Nord Stream 2) oraz naiwnością wobec zamiarów Putina zajmowały ważne miejsce w głównym nurcie niemieckiej debaty publicznej w ostatniej dekadzie. Niemniej nigdy nie osiągnęły one masy krytycznej, która byłaby zdolna zmienić kurs polityki opartej na dekadach doświadczeń, a także utrwalonych przekonań i głęboko zakorzenionych interesów (zwłaszcza dużych przedsiębiorstw odpowiedzialnych za bezpieczeństwo energetyczne Niemiec).
Przemówienie kanclerza Scholza o Zeitenwende zapoczątkowało rewizję głównych zasad i przesłanek Ostpolitik. Na płaszczyźnie dyskursu politycznego i koncepcji strategicznych stosunek do Rosji przeszedł w ciągu kilkunastu miesięcy od agresji na Ukrainę gruntowną zmianę, głębszą niż kiedykolwiek w ostatnich dekadach. Ten proces nie jest zakończony, nadal budzi kontrowersje i opory. Dotyczy to zwłaszcza SPD, najsilniej związanej z tradycją Ostpolitik.